# Division de sécurité arrière
Pour l’article homonyme, voir Division de sécurité.
Une division de sécurité arrière (russe : дивизия охраны тыла, divizia okhrani tila) est un type de grande unité de l'armée soviétique de la fin des années 1980.

## Historique
Il s'agit pour la plupart d'unités cadres, c'est-à-dire d'unités inactives avant la mobilisation. Elles sont créées à la fin des années 1980 et sont destinés notamment à assurer la protection des arrières logistiques soviétiques.  Une division comme la 239e division de sécurité arrière continue de vivre des exercices de mobilisation en 2005, au sein de l'armée russe.

## Liste des divisions
- 228e division de sécurité arrière, à Moscou dans le district militaire de Moscou[4],
- 229e division de sécurité arrière, à Vologda dans le district militaire de Léningrad[5],
- 230e division de sécurité arrière, à Dobele dans le district militaire balte[6],
- 231e division de sécurité arrière, à Minsk dans le district militaire biélorusse[7],
- 232e division de sécurité arrière, à Slavouta dans le district militaire des Carpates[8],
- 233e division de sécurité arrière, à Khmelnitski dans le district militaire des Carpates[8],
- 234e division de sécurité arrière, à Tiraspol dans le district militaire d'Odessa[9],
- 235e division de sécurité arrière, à Artiomovsk dans le district militaire de Kiev[10],
- 236e division de sécurité arrière, à Gvardeïski (pt) dans le district militaire d'Asie centrale[11],
- 237e division de sécurité arrière, à Samarcande dans le district militaire du Turkestan[12],
- 238e division de sécurité arrière, à Kouïbychev dans le district militaire de la Volga[13],
- 239e division de sécurité arrière, à Volgograd dans le district militaire du Caucase du Nord[14],
- 240e division de sécurité arrière, à Sverdlovsk dans le district militaire de l'Oural[15],
- 241e division de sécurité arrière, à Novossibirsk dans le district militaire sibérien[16],
- 244e division de sécurité arrière, à Tchita dans le district militaire de Transbaïkalie[17],
- 246e division de sécurité arrière, à Khabarovsk dans le district militaire d'Extrême-Orient[18],
- 273e division de sécurité arrière, à Tchegdomyne dans le district militaire d'Extrême-Orient[18].